# Sam Walter Foss

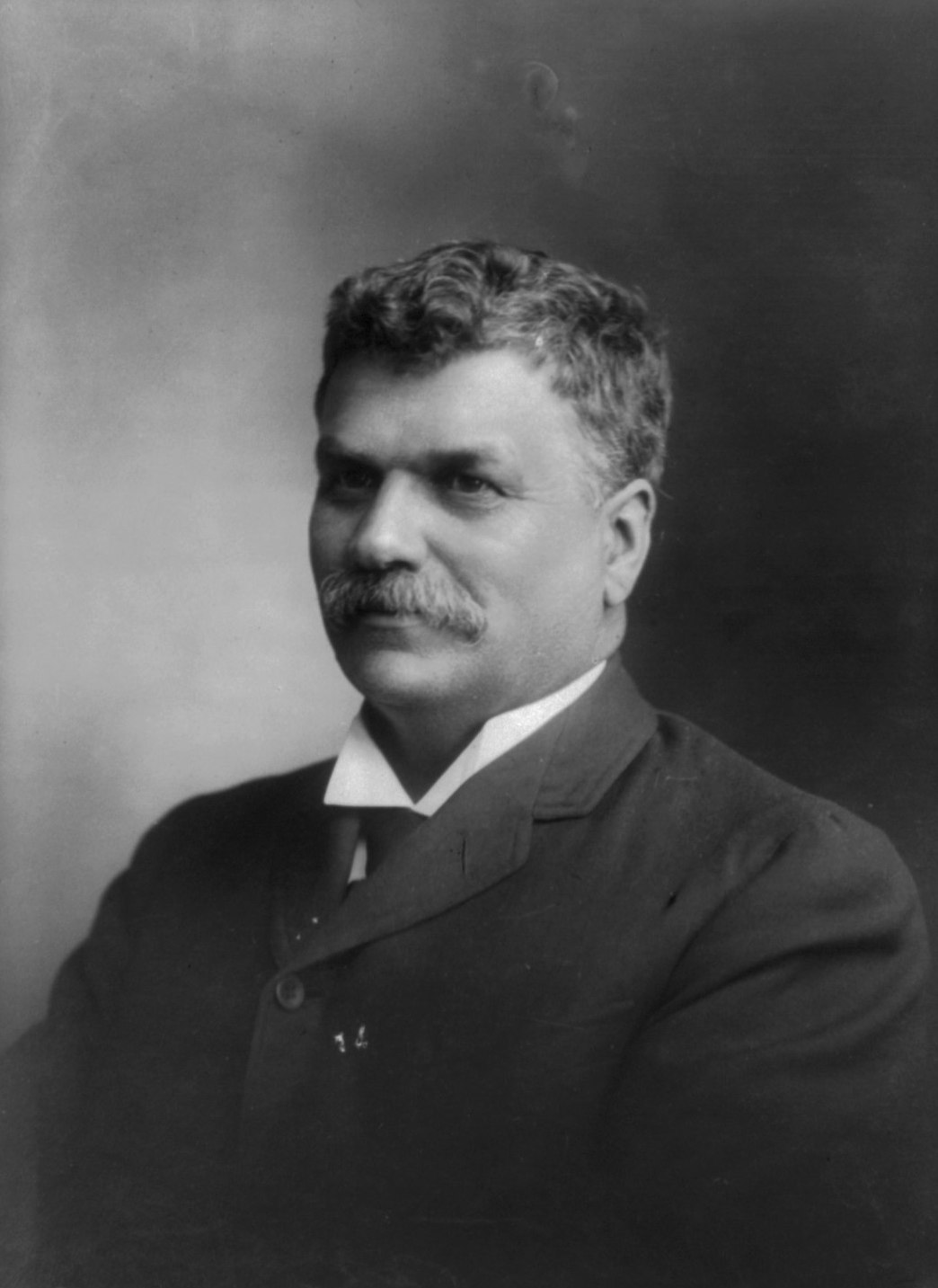
Sam Walter Foss.

Sam Walter Foss (Candia, Nuevo Hampshire, 19 de junio de 1858 - 26 de febrero de 1911) fue un poeta, humorista y bibliotecario estadounidense.

## Biografía
Nació en Candia, un pueblo de Nuevo Hampshire, en la Nueva Inglaterra rural. Perdió a su madre a los cuatro años y trabajó con su padre en la granja familiar, estudiando los inviernos en el colegio. Foss se graduó en la Portsmouth High School de New Hampshire y luego se licenció en la Universidad de Brown (1882). Fue propietario y editor del Saturday Union, periódico de Lynn, Massachusetts, donde publicaba una columna de humor semanal. En 1891 marchó a Boston, donde escribió primero en el Yankee Blade y después en el Boston Globe. Empezó a trabajar como bibliotecario en 1898, en la Biblioteca Pública de Somerville, en Massachusetts, y en los trece años que le consagró la transformó en la segunda biblioteca más grande de Nueva Inglaterra por circulación de fondos. Se casó con la hija de un pastor, de la que tuvo un hijo y una hija. Durante este periodo colaboró regularmente en el Christian Science Monitor. Firmó un contrato para publicar un poema al día en los periódicos, y los cinco volúmenes en que recogió estos trabajos están consagrados a cantar al hombre corriente, de una forma sencilla. Tal vez el poema que mejor expresa esa temática y estilo es el famoso titulado House by the Side of the Road ("La casa al lado del camino"), incluido en su libro Dreams in Homespun (1897). Está enterrado en Providence, Rhode Island. La cantante  Lamya ha musicado alguno de sus poemas. 

## Obras
- Back Country Poems (1892)
- Whiffs from Wild Meadows (1895)
- Dreams in Homespun (1897)
- Songs of War and Peace (1899)
- The Song of the Library Staff (1906)
- Songs of the Average Man (1907)